# Horn Head

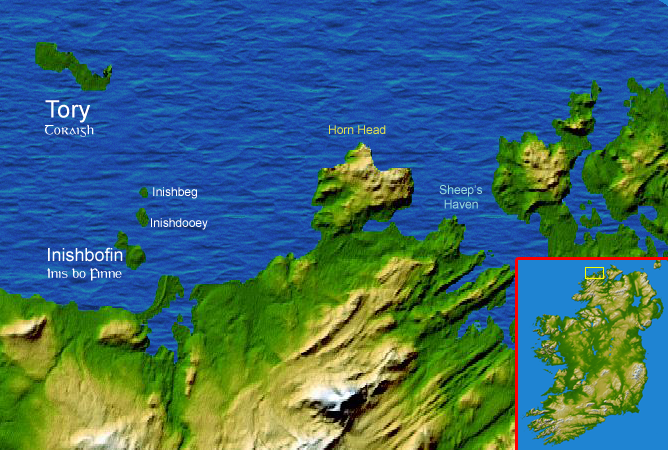
Die Lage von Horn Head vor der Nordküste Irlands

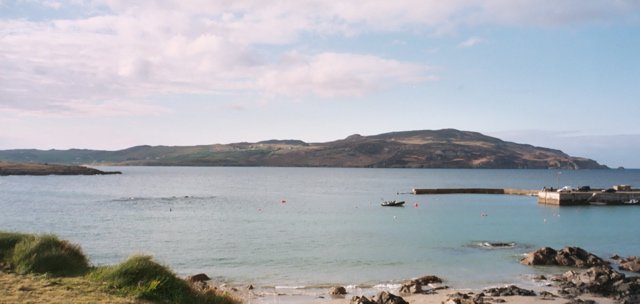
Blick auf Horn Head über die Sheephaven Bay

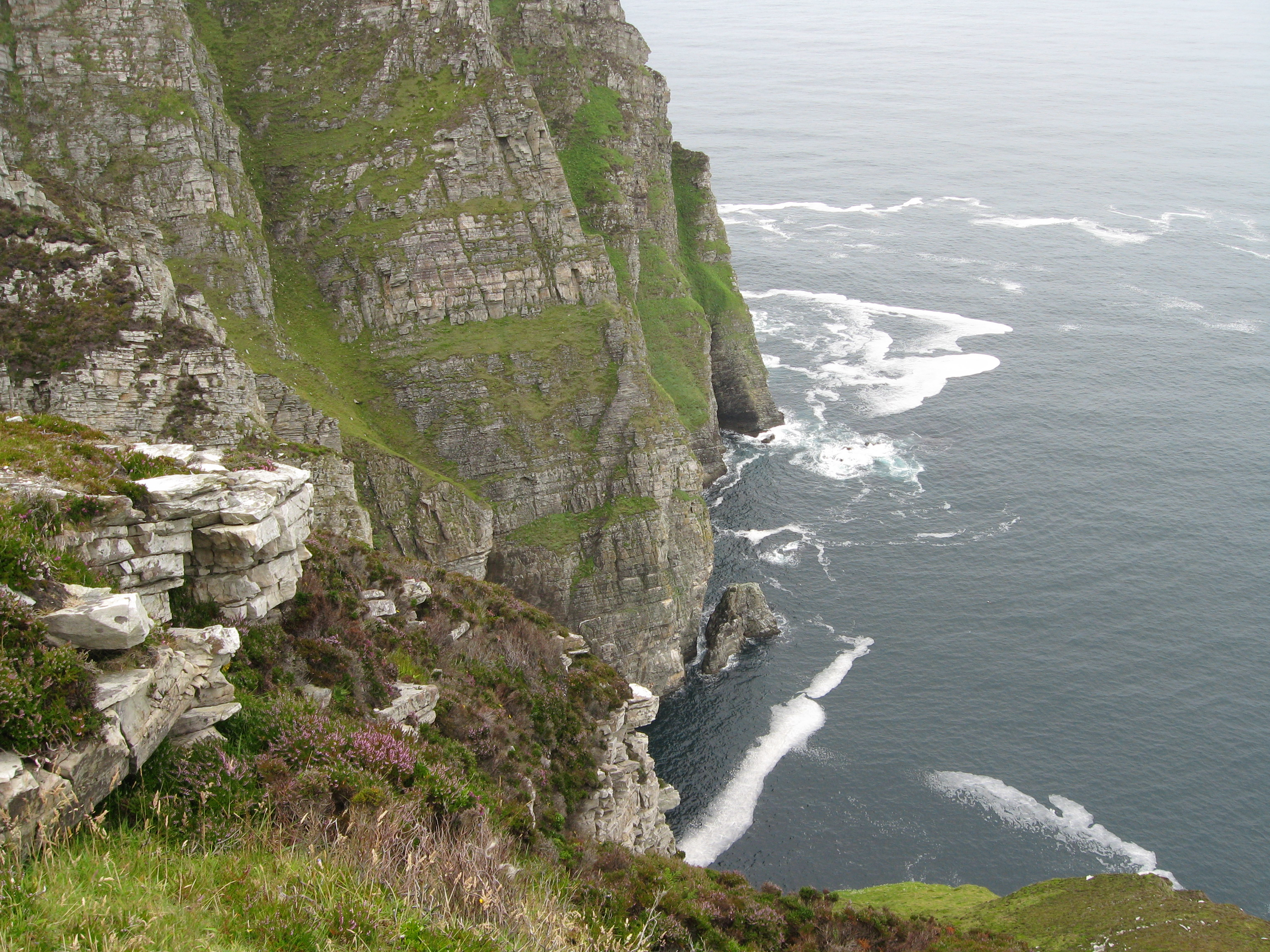
Horn Head Cliffs

Horn Head (irisch: Corrán Binne; dt.: „Bergmulde“) ist eine Halbinsel im County Donegal im Norden der Republik Irland.
Horn Head liegt nördlich von Dunfanaghy an der Nord(west)küste der Grafschaft Donegal und bildet die westliche Küste der Sheephaven Bay.

## Naturschutzgebiet
Auf der dem Atlantik zugewandten Seite der Halbinsel erheben sich die Cliffs von Horn Head mit einer Höhe bis zu 180 m nahezu senkrecht aus dem Meer und stellen eine international wichtige Kolonie für brütende Seevögel dar, darunter Krähenscharben und Tordalken. Die Cliffs wurden vom irischen Staat als Besonderes Schutzgebiet und Europäisches Vogelschutzgebiet gekennzeichnet bzw. nominiert.

## Archäologische Bedeutung

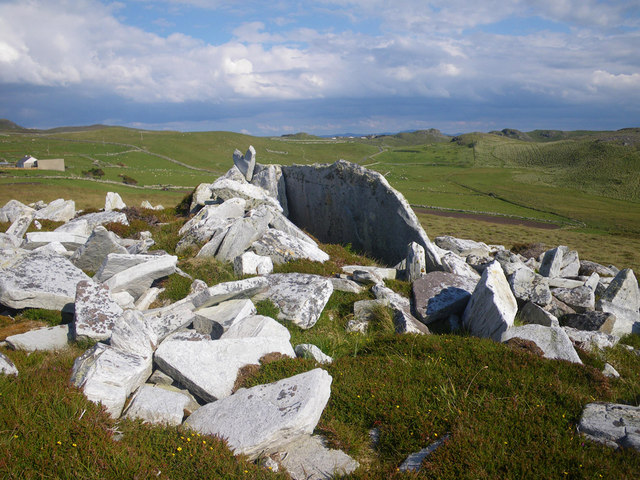
Megalithanlage nordwestlich von Horn Head

Horn Head beherbergt zahlreiche Reste von neolithischer Steinkreise, Court Tombs und Passage Tombs nebst prähistorischen Feldmarkierungen.

## Weiteres
Auf Horn Head finden sich Überreste zweier Beobachtungstürme, einer aus der Zeit der Napoleonischen Kriege, der andere aus dem Zweiten Weltkrieg. Von beiden hat man Sicht auf den Atlantik und auf Tory Island.
Auf der der Sheephaven Bay zugewandten Seite der Halbinsel steht das Horn Head House. Errichtet im 18. Jahrhundert, war es seinerzeit das größte Gebäude im Raum Dunfanaghy und bis 1935 der Sitz der Stewarts of Horn Head.
Mit McSwyne’s gun befindet sich auf der Westseite von Horn Head ein Blowhole, durch das bei Stürmen das Wasser unter extremer Geräuschentfaltung bis zu 90 m hoch getrieben wird. Durch ihre Unachtsamkeit sind in McSwyne’s gun mehrere Menschen ums Leben gekommen.